# DP Большого Пса
DP Большого Пса (лат. DP Canis Majoris) — двойная затменная переменная звезда типа Алголя (EA) в созвездии Большого Пса на расстоянии приблизительно 3068 световых лет (около 941 парсека) от Солнца. Видимая звёздная величина звезды — от +14,2m до +12,66m. Орбитальный период — около 3,3888 суток.

## Характеристики
Первый компонент — оранжевый карлик спектрального класса K2:V.
Второй компонент — красный карлик спектрального класса M2:V.